# Kino Vesna
Kino Vesna (Němcův Společenský dům) je zaniklé kino v Praze-Strašnicích v ulici V Olšinách. Je po něm pojmenovaná přilehlá ulice U Vesny.

## Historie
Původní Němcův Společenský dům byl postaven roku 1924 v rondokubistickém stylu podle plánů Františka Kándla. Jeho restaurace byla známá dobrým jídlem a pivem. V provozu byla kuželna a v letních měsících posezení pod kaštany. Bývaly zde zábavy, plesy a divadelní představení, které pořádal místní ochotnický spolek Neruda.
Divadelní sál, který užívali místní ochotníci, byl koncem 20. let 20. století upraven na kino, které se i s názvem Vesna (Bio invalidů Vesna) do Společenského domu přestěhovalo z hotelu Menton v nedaleké Gutově ulici.
V roce 1996 byl podán návrh na prohlášení domu kulturní památkou, který nebyl přijat. Roku 1998 byl dům zbořen a na jeho místě postavena novostavba MÚZO.